# Reinaldo da Cruz Oliveira
Reinaldo da Cruz Oliveira (* 14. März 1979 in Itugai, RJ) ist ein ehemaliger brasilianischer Fußballspieler.

## Karriere
Der 1,87 Meter große Stürmer begann seine Karriere 1999 beim brasilianischen Verein CR Flamengo. Zwei Jahre später wagte er den Wechsel nach Europa zu Paris Saint-Germain.  In den vier Jahren, die er in Frankreich verbrachte, konnte er in 65 Ligue 1-Spielen insgesamt zehn Mal ins Tor treffen. Doch in den ersten zwei Spielzeiten wurde Reinaldo in seine Heimat zum FC São Paulo ausgeliehen, ehe er erstmals die Gelegenheit bekam, für den PSG zu spielen.
2005 wechselte Reinaldo zum japanischen Verein Kashiwa Reysol. Nach dem Jahr in Japan ging er wieder nach Brasilien zum FC Santos. In der Saison 2006/07 unterschrieb er einen Vertrag beim Verein Ittihad FC und wurde dort saudi-arabischer Meister. Reinaldo selbst erzielte in dieser Saison drei Tore für Ittihad. Am Ende Saison wechselte Reinaldo 2007 erneut nach Japan, wo er bei JEF United Ichihara Chiba unterzeichnete. 2009 ging er zurück in seine Heimat zum Botafogo FR. Danach kamen noch diverse Engagements im In- und Ausland in der Regel aber nur für eine Spielzeit. 2019 beendete Reinaldo seine aktive Laufbahn beim Brasiliense FC.

## Erfolge
Flamengo
- Staatsmeisterschaft von Rio de Janeiro: 1999, 2000, 2001
- Taça Guanabara: 1999, 2001
- Copa Mercosur: 1999
- Copa dos Campeões: 2001

Paris Saint-Germain
- Ligue 1: 2004
- Französischer Fußballpokal: 2004
- Französischer Fußball-Supercup: 2004

Santos
- Staatsmeisterschaft von São Paulo: 2006

Ittihad
- Saudi Professional League: 2007

## Auszeichnungen
Flamengo
- Torschützenkönig Copa dos Campeões: 2000